# Estadi Lluís Sitjar
L'estadi Lluís Sitjar és un camp de futbol que es troba a la Plaça Barcelona, al barri palmesà d'Es Fortí. Va ser inaugurat el 1945 i fou l'estadi oficial del Mallorca fins al 1999, any en què es traslladà a l'Estadi de Son Moix.
Fins a 2007 va ser utilitzat pel Mallorca B, i actualment es troba abandonat i en mal estat de conservació.
L'estadi té una capacitat de 18.000 espectadors i unes dimensions de 103x69 metres.
El seu nom és en homenatge a Lluís Sitjar Castellà, president del RCD Mallorca en diverses ocasions. Fou batejat així el 1955.